# Ablabys gymnothorax
Ablabys gymnothorax je paprskoploutvá ryba z čeledi Tetrarogidae.
Druh byl popsán roku 2018 japonskými ichtyology Sirikanyou Chungthanawongem a Hiroyukou Motomurou.

## Popis a výskyt
Maximální délka této ryby je 8,3 cm.
Má rovnoměrně hnědé tělo a načernalé ploutve. Je nejvíce podobná druhu ropušnička trnitá (Ablabys macracanthus).
Byla nalezena ve vodách Západního Pacifiku, a to jižně od Japonská, Taiwanu, centrálně od Vietnamu a ve Velkém bariérovém útesu.